# FC Petrolul Berca
Fotbal Club Petrolul Berca, cunoscut ca Petrolul Berca, este un club românesc de fotbal din comuna Berca, județul Buzău, care joacă în prezent în Liga a IV-a Buzău, al patrulea eșalon al fotbalului românesc.

## Istoric
Clubul s-a înființat în anul 1948 sub numele de Steaua Berca. Un an mai târziu și-a schimbat denumirea în Flacăra Berca, iar în 1959 în Petrolul Berca.
Clubul a evoluat în campionatele raionale și regionale până în 1968. La sfârșitul sezonului 1967–68, Petrolul termină campionatul pe locul 2 în Seria Est a campionatului regional Ploiești și promovează pentru prima dată în Divizia C.
În Divizia a III-a, cu o singură excepție în sezonul 1973–74, când a terminat pe locul 5, Petrolul a terminat adesea în a doua jumătate a clasamentului luptând pentru a evita retrogradarea, locul 10 (1968–69), locul 14 (1968–70), locul 15 (1970–71) salvatǎ de retrogradare datorită extinderii Diviziei a III-a, locul 10 (1971–72), locul 10 (1972–73), locul 10 (1974–75), care s-a întâmplat în cele din urmă la finalul sezonului 1975–76 când a terminat pe locul 15.
La finalul ediției 1993–94 reușește să promoveze în Divizia B, dar este penalizată de Federația Română de Fotbal cu 8 puncte pentru aranjarea unor meciuri, Poiana Câmpina fiind apoi promovată. A reușit să ajungă de două ori în faza optimilor de finală în Cupa României (1993/94; 1998/99).
După o lungă evoluție în Divizia C, la finalul ediției 2005–06, echipa retrogradează în Divizia D Buzău. În sezonul 2015–16, Petrolul Berca a câștigat Liga a IV-a Buzău cu punctaj maxim, iar la baraj a trecut de campioana județului Covasna, Nemere Ghelința după 4–2 și 0–1, câștigând din nou dreptul să evolueze în Liga a III-a. Echipa s-a retras însă din motive financiare și a revenit în Liga a IV-a, terminând în anul următor pe locul 3, după Metalul Buzău și Team Săgeata.
În sezonul 2017–18, echipa a terminat pe locul 11 în Liga a IV-a Buzău.
La echipa din Berca s-au format jucători ca Marian Alexandru (portar — a jucat la Farul Constanța), Daniel Petre, Dorel Constantin, Adrian Soigan, Ștefan Dogaru, Vasile Busuioc, Costel Alutei, Ene Alexandru, Pascu Danut , Ene și Pascu foști juniori la FC Dinamo București.

## Foști Jucători
- Vasile Burgă
- Ciprian Petre
- Daniel Petre
- Cosmin Elisei
- Florin Sava
- Cătălin Marchidanu
- Remus Cristofan
- Cristian Deaconu
- Marian Ionașcu
- Gabriel Ibriș
- Dan Paveliuc
- George Timiș
- Daniel Pleșa
- Ion Profir
- Ion Celpan
- Valentin Calafantea
- Valentin Untaru
- Sergiu Ghițulescu
- Romeo Bunica
- Marian Aluței
- Pandele

## Foști antrenori
- Vasile Grosu
- Ion Cojocaru
- Ion Viorel
- Romeo Bunica
- Ion Ioniță
- Vasile Lazar
- Claudiu Vaiscovici